# Grand Prix Jef Scherens 2004
La 38e édition du Grand Prix Jef Scherens a eu lieu le 5 septembre 2004. Elle a été remportée par le Danois Allan Johansen.

## Classement final
Allan Johansen remporte la course en parcourant les 183 km en 4 h 20 min 32 s à la vitesse moyenne de 42,144 km/h ; 156 coureurs ont pris le départ.
| Classement final | Classement final        | Classement final | Classement final        | Classement final   |
|                  | Coureur                 | Pays             | Équipe                  | Temps              |
| ---------------- | ----------------------- | ---------------- | ----------------------- | ------------------ |
| 1er              | Allan Johansen          | Danemark         | Bankgiroloterij         | en 4 h 20 min 32 s |
| 2e               | Karsten Kroon           | Pays-Bas         | Rabobank                | + 57 s             |
| 3e               | Wouter Van Mechelen     | Belgique         | Vlaanderen-T-Interim    | m.t                |
| 4e               | Remco van der Ven       | Pays-Bas         | Bankgiroloterij         | + 58 s             |
| 5e               | Gert Steegmans          | Belgique         | Lotto-Domo              | m.t                |
| 6e               | Kevin Van Der Slagmolen | Belgique         | Vlaanderen-T-Interim    | m.t                |
| 7e               | Ludovic Capelle         | Belgique         | Landbouwkrediet-Colnago | m.t                |
| 8e               | Peter Wuyts             | Belgique         | MrBookmaker.com-Palmans | m.t                |
| 9e               | Steven De Neef          | Belgique         | Jong Vlaanderen 2016    | m.t                |
| 10e              | Pieter Ghyllebert       | Belgique         | Vlaanderen-T-Interim    | m.t                |
| modifier         |                         |                  |                         |                    |